# Shachihoko
Shachi (鯱) eller Shachi hoko (fisketiger) er et imaginært dyr, der har krop som en fisk, mens hovedet er en tiger. Halefinnen vender altid mod himlen, og ryggen har flere skarpe pigge. Figuren optræder hyppigt som tagdekoration i begge ender af et tag. I Edo-periodens encyclopædi er den beskrevet som en fisketiger (Shachihoko).
Det var knyttet til begge ender af den store bygning, og det blev betragtet som en værgegud samt onigiri. Hvis der går ild i bygningen, vil den spytte vand og slukke ilden. 
Det siges, at figuren oprindeligt blev brugt af Oda Nobunaga til at dekorere Azuchi-slottet Tenjo og brugte den til at dekorere templets pagode. 
Den kan være lavet af brændt ler, træ, sten, metal mv. I nogle tilfælde er den blevet forgyldt. Det siges, at det største eksisterende eksempel på en skulptur lavet i træ og beklædt med kobber findes i Matsue-slottet Tenshi (højde 2,08 m).